# Orientation (EP)
Orientation címmel jelent meg a Sonata Arctica EP-je 2001-ben, a Spinefarm Records gondozásában.

## Számlista
1. „Black Sheep”
2. „Mary-Lou” (akusztikus verzió)
3. „The Wind Beneath My Wings” (Roger Whittaker-féle Bette Midler feldolgozás)
4. „Die With Your Boots On” (Iron Maiden-átirat)
5. A „Wolf & Raven” klipje
6. Interjú (Tuska, 2002)

## Közreműködők
- Tony Kakko – ének
- Jani Liimatainen – gitár
- Tommy Portimo – dob
- Marko Paasikoski – basszusgitár
- Mikko Härkin – billentyűs hangszerek
- Ahti Kortelainen – a stúdiómunkálatok vezetője
- Mikko Karmila és Mika Jussila – utómunkálatok